# Médaille commémorative de l'Unité italienne
Le Risorgimento italien (unification italienne) a été célébré par une série de médailles instituées par les trois souverains successifs au cours du long processus d'unification de la péninsule : la médaille commémorative des campagnes des guerres d'indépendance (medaglia commemorativa delle campagne delle guerre d'indipendenza) et les différentes versions de la médaille commémorative de  l'unité de l'Italie (medaglia commemorativa dell'Unità d'Italia), qui étaient décernées par le royaume d'Italie à ceux qui avaient participé aux opérations de guerre ayant conduit à l'indépendance de l'Italie et, plus tard, à tous ceux qui avaient participé à la Première Guerre mondiale, puisque c'est à cette occasion que l'unité italienne a été traditionnellement complétée par l'annexion du Trentin, de la Vénétie et de l'Istrie. Enfin, la médaille a également été décernée à ceux qui ont participé au raid de Fiume et à la marche sur Rome.

## Victor Emmanuel II de Savoie
Dans l'intention de célébrer tous ceux qui avaient pris part aux batailles qui avaient conduit, en 1861, à l'établissement du royaume d'Italie, Vittorio Emanuele II, par le décret royal no. 2174 du 4 mars 1865 institue la médaille commémorative des guerres menées en 1848, 1849, 1859, 1860 et 1861 pour l'indépendance et l'unité de l'Italie et l'accorde à tous ceux qui ont combattu dans la première guerre d'indépendance de 1848-49, dans la deuxième guerre d'indépendance de 1859 et dans l'expédition des Mille, dite "campagne pour l'Italie du Sud", de 1860-61.
Tous les militaires ont reçu gratuitement la médaille et les rubans correspondants ; pour les autres, une commission a été créée pour examiner les titres donnant droit à la médaille accompagnée d'un ou plusieurs rubans.
La médaille devait être portée avec un ruban sur lequel étaient appliquées autant de bandes d'argent qu'il y avait de campagnes auxquelles ils avaient participé.
Le décret précisait que la médaille ne pouvait être combinée avec aucune autre médaille nationale décernée pour le même titre, à l'exception de la médaille des Mille de la municipalité de Palerme.
La concession de cette médaille fut ensuite étendue à ceux qui avaient pris part à la troisième guerre d'indépendance en 1866 et à la prise de Rome en 1870 ; par la suite, ceux qui avaient pris part à la guerre de Crimée (1855-56) et à l'entreprise de l'Agro Romano en 1867 eurent également droit à la médaille.

### Décoration

#### Médaille
La médaille se compose d'un disque en argent de 32 mm de diamètre et de 1 mm d'épaisseur, suspendu à un anneau, avec, sur l'avers, le visage du souverain tourné vers la gauche, entouré de la légende "Victor Emmanuel II Roi d'Italie". Sur certains modèles, sous le cou du roi se trouve la signature du graveur : "Canzani", "Cassina" ou autres ;
sur le revers
Figure féminine drapée avec couronne turque (personnification de l'Italie) tenant de la main droite une lance sortant d'une branche de laurier et s'appuyant de la main gauche sur un bouclier de Savoie ; au revers (de 8 heures à 4 heures) l'inscription " Guerres pour l'indépendance et l'unification de l'Italie ".

#### Ruban
La médaille était portée suspendue sur le côté gauche de la poitrine avec un ruban de soie de 33 mm de large, portant le tricolore italien répété six fois (dix-huit bandes verticales rouges, blanches et vertes).
Ce même ruban, mais avec le vert à gauche et le rouge à droite, a été utilisé pour l'insigne des travaux de guerre transformé par la suite en [[En apprendre plus
Médaille commémorative de la guerre italo-autrichienne 1915-1918]], qui, à cet égard, doit être considérée comme la suite de la série de distinctions honorifiques commémorant les luttes pour l'indépendance.
La disposition, qui ne permettait pas de porter le ruban sans la médaille, a été modifiée par le décret royal n° 470 du 29 juillet 1906, qui permettait de porter uniquement le ruban.

#### Barettes
Pour indiquer la campagne militaire pour laquelle la décoration avait été décernée, on appliquait au ruban une ou plusieurs bandes d'argent, ornées de lauriers fruités entrecoupés de la gravure des années de la campagne au cours de laquelle le service avait été accompli : les barres étaient admises pour les années 1848, 1849, 1855-56, 1859, 1860-61, 1866, 1867, 1870.

## Humbert Ier de Savoie
Umberto Ier, pour célébrer le Risorgimento et l'œuvre de son père, le "pater patriae", institua à nouveau la médaille par le décret royal 26 avril 1883, n. 1294, par lequel il la décerna, en argent, à tous ceux qui avaient combattu dans au moins une des guerres pour l'indépendance et l'unification de l'Italie dans les années 1848, 1849, 1859, 1860-61, 1866, 1870 et dans les campagnes orientales dans les années 1855-56.
En outre, ceux qui avaient participé à l'expédition de Sapri en 1857 ou à l'entreprise de l'Agro Romano en 1867 pouvaient se prévaloir de la nouvelle médaille ; les titres prouvant cette participation devaient être soumis à l'examen d'une Commission spéciale, prévue par la mesure d'établissement et nommée en 1883.
La médaille devait être distribuée gratuitement aux militaires de rang inférieur en service en 1883, tandis que pour les autres, le prix d'achat auprès de la Monnaie royale de Rome était de 4,60 lires.

### Décoration

#### Médaille
La médaille se compose d'un disque d'argent de 32 mm de diamètre portant les inscriptions suivantes
sur l'avers
l'effigie du souverain tête nue, tourné vers la gauche, entourée sur le bord de la légende "Umberto I Re d'Italia". Sur certaines versions, au bas du bord, on trouve la signature du graveur : "Speranza", ou "L. Giorgi F." ;
sur le revers
au centre l'inscription "Unità d'Italia 1848-1870" avec autour, sur le bord, une couronne de laurier fermée, attachée en bas par un nœud à double volute.

#### Ruban
Le ruban, d'une largeur de 33 mm, porte le tricolore italien : au centre, une bande verte de 11 mm avec deux bandes blanches de 5,5 mm sur les côtés et deux bandes rouges de 5,5 mm sur les bords.
Le règlement, qui n'autorisait pas le port du ruban sans la médaille, a été modifié par le décret royal n° 470 du 29 juillet 1906, qui n'autorisait que le port du ruban.

## Victor-Emmanuel III
À la fin de la Première Guerre mondiale, avec la conquête du Trentin et de Trieste, le roi Vittorio Emanuele III envisage la réunification de la péninsule sous le royaume d'Italie et décide de " refonder " la médaille. C'est ainsi qu'a été promulgué le décret royal n° 1229 du 19 janvier 1922, qui étend l'autorisation d'utiliser la médaille instituée par le roi Umberto Ier avec le décret royal n° 1294 du 26 avril 1883 à tous les combattants qui avaient reçu ou auraient reçu la médaille commémorant la guerre 1915-1918 pour l'unification de l'Italie (celle " frappée dans le bronze ennemi "), selon le décret royal n° 1241 du 29 juillet 1920.
La nouvelle médaille présente des caractéristiques similaires à celle de 1883, même en ce qui concerne le concept ; l'effigie du roi Umberto I a été remplacée par celle du roi Victor Emmanuel III, la datation de la période des années de l'achèvement de l'unification de l'Italie, "1848-1918" au lieu de "1818-1870" et le métal, le bronze au lieu de l'argent.
L'autorisation a pris la forme d'une sorte de timbre-poste, imprimé par la Casa Benvenuto Cellini (C B C), envoyé par le ministère de la Guerre et qui, pour être valable, devait être " (...) appliqué au brevet de la médaille de la campagne 1915-1918 ".
Le décret a été abrogé en 2010.

### Décoration

#### Médaille
La médaille consiste en un disque de bronze de 32 mm de diamètre portant
sur l'avers
l'effigie du roi, tête nue, tournée vers la gauche, entourée sur le bord de la légende "Vittorio Emanuele III Re d'Italia" ; sur le bord inférieur, les noms du graveur "Mario Nelli Inc." et du modeleur "C. Rivalta Mod.".
au verso
au centre l'inscription "Unità d'Italia 1848-1918" avec autour, sur le bord, une couronne de laurier fermée, attachée en bas par un nœud à double volute ; sous le nœud les initiales du fabricant : "C B C" (Casa Benvenuto Cellini).

#### Modèle de l'Association nationale des familles des morts et disparus de la guerre
Par décret-loi royal n° 1362 du 19 octobre 1922, la concession exclusive de la frappe et de la vente au prix de 3,50 lires a été accordée à l'Association nationale des mères et des veuves des morts de la guerre (Associazione nazionale madri e vedove dei caduti in guerra), qui est devenue en 1932 l'Association nationale des familles des morts de la guerre (Associazione nazionale famiglie caduti in guerra).
Une nouvelle version de la médaille a été frappée, qui ne différait de la précédente que par l'écriture du revers, où sous les mots "Unità d'Italia 1848-1918" ("Unification de l'Italie 1848-1918") ont été ajoutés les mots "Ass. naz. Madri e Vedove dei Caduti" ou "Ass. naz. Famiglie Caduti in Guerra".

#### Modèle 1848-1922
Une nouvelle version de la médaille a été établie par le décret royal du 18 août 1940, n. 1375 qui a accordé l'autorisation d'utiliser la médaille commémorative de l'unification de l'Italie en 1883 à tous ceux qui avaient obtenu la Médaille commémorative de l'expédition de Fiume et de la Médaille commémorative de la Marche sur Rome, aux frais des décorateurs concernés, avec les modifications suivantes de la médaille originale :
au recto
l'effigie du roi Umberto I a été remplacée par celle du roi Victor Emmanuel III ainsi que la légende : "Umberto I Roi d'Italie" remplacée par celle de "Victor Emmanuel III Roi d'Italie" : "Vittorio Emanuele III Roi d'Italie" ; 
au revers
la légende "Unità d'Italia 1848-1870" ("Unité de l'Italie 1848-1870" a été modifiée en "Unità d'Italia 1848-1922" ("Unité de l'Italie 1848-1922").
Ces médailles étaient également accompagnées d'une autorisation sous la forme d'un grand timbre à appliquer sur le certificat de la médaille de la Marche sur Rome ou sur le certificat de la médaille de l'expédition de Fiume.
Ils ont été frappés par la S.I.A.M. (Società italiana per l'arte della medaglia - Société italienne pour l'art des médailles), mais ne portent pas d'initiales (matrice de frappe).
Avec la loi du 17 février 1941, n. 169 même la frappe et la vente de cette médaille a été accordée exclusivement à l'Association nationale des familles des victimes de la guerre.
Le décret instituant cette médaille a également été abrogé à la suite de l'entrée en vigueur du décret législatif n° 212 de 2010.

#### Variantes
D'autres entreprises, comme Stefano Johnson, ont produit les médailles dans de nombreuses variations de taille (31, 32 ou 33 mm), dans le dessin de la tête du roi, des branches de laurier, des inscriptions et des initiales.

#### Ruban
Le ruban, pour tous les types de médailles, était composé du tricolore italien : au centre une bande verte de 13 mm avec deux bandes blanches de 6 mm de part et d'autre et ensuite deux bandes rouges de 6 mm.